# Jim Hazewinkel
James Arthur „Jim” Hazewinkel (ur. 8 września 1944 w Detroit) – amerykański zapaśnik walczący w stylu klasycznym. Dwukrotny olimpijczyk. Odpadł w eliminacjach turnieju w Meksyku 1968 i Monachium 1972. Walczył w kategorii 62 kg.
Czwarty na mistrzostwach świata w 1969; szósty w 1966 i odpadł w eliminacjach w 1967, 1970 i 1971 roku.
Zawodnik St. Cloud State University.
Jego brat Dave Hazewinkel i bratanek Sam Hazewinkel byli zapaśnikami i olimpijczykami z Meksyku 1968, Monachium 1972 i Londynu 2012. 